# Hannjost Lixfeld
Hannjost Lixfeld (* 7. Juni 1937 in Siegen; † 9. April 1998 in Freiburg im Breisgau) war ein deutscher Volkskundler und Erzählforscher.

## Werdegang
Lixfeld studierte zwischen 1958 und 1966 Germanistik und Volkskunde an den Universitäten Innsbruck, Wien, Hamburg, Mainz und Marburg. Im letzten Studienjahr promovierte er bei Lutz Röhrich mit der Arbeit Volkserzählungen von der dualistischen Tierschöpfung durch Gott und den Teufel. Von 1967 bis 1970 war er wissenschaftlicher Mitarbeiter der Enzyklopädie des Märchens, danach bis 1974 wissenschaftlicher Assistent an der Abteilung Volkskunde des Deutschen Seminars der Universität Freiburg im Breisgau. Im Anschluss wurde er Akademischer Rat und schließlich Oberrat am Freiburger Institut für Volkskunde.
Er starb infolge einer schweren Nierenkrebserkrankung.

## Publikationen
- Folklore and fascism. The Reich institute for German Volkskunde (übersetzt und herausgegeben von James R. Dow), Indiana Univ. Pr., Bloomington, Ind. 1994, ISBN 0-253-33512-4 (Folklore studies in translation)
- mit Wolfgang Jacobeit und Olaf Bockhorn (Hrsg.): Völkische Wissenschaft. Gestalten und Tendenzen der deutschen und österreichischen Volkskunde in der ersten Hälfte des 20. Jahrhunderts, Wien 1994.
- Gott und Teufel als Weltschöpfer. Eine Untersuchung über die dualistische Tiererschaffung in der europäischen und aussereuropäischen Volksüberlieferung, Fink, München 1971 (Motive, Band 2, zugleich Universitäts-Dissertation Mainz 1971)
- Witz. Für die Sekundarstufe, Reclam, Stuttgart 1993, ISBN 3-15-009542-5 (Universal-Bibliothek; Bd. 9542)